# Papineau (municipio regional de condado)
Papineau (AFI: [(papino]) es un municipio regional de condado (MRC) de la provincia de Quebec en Canadá. Está ubicado en la región de Outaouais. La sede es Papineauville aunque el municipio más poblado es Saint-André-Avellin.

## Geografía

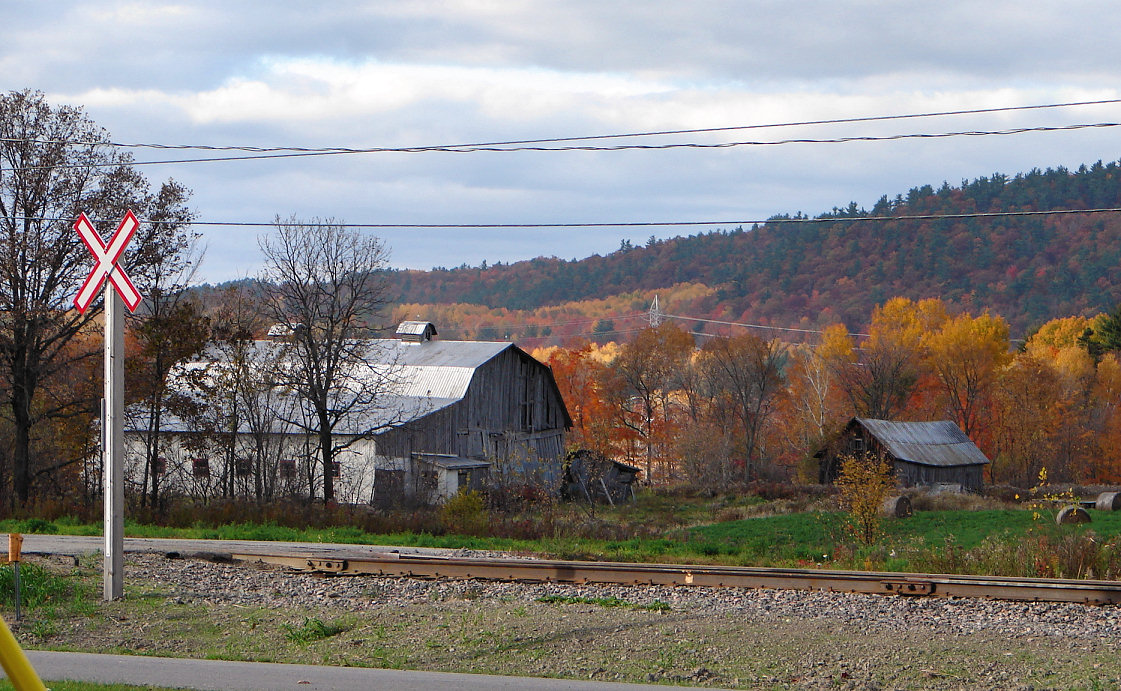
Fassett

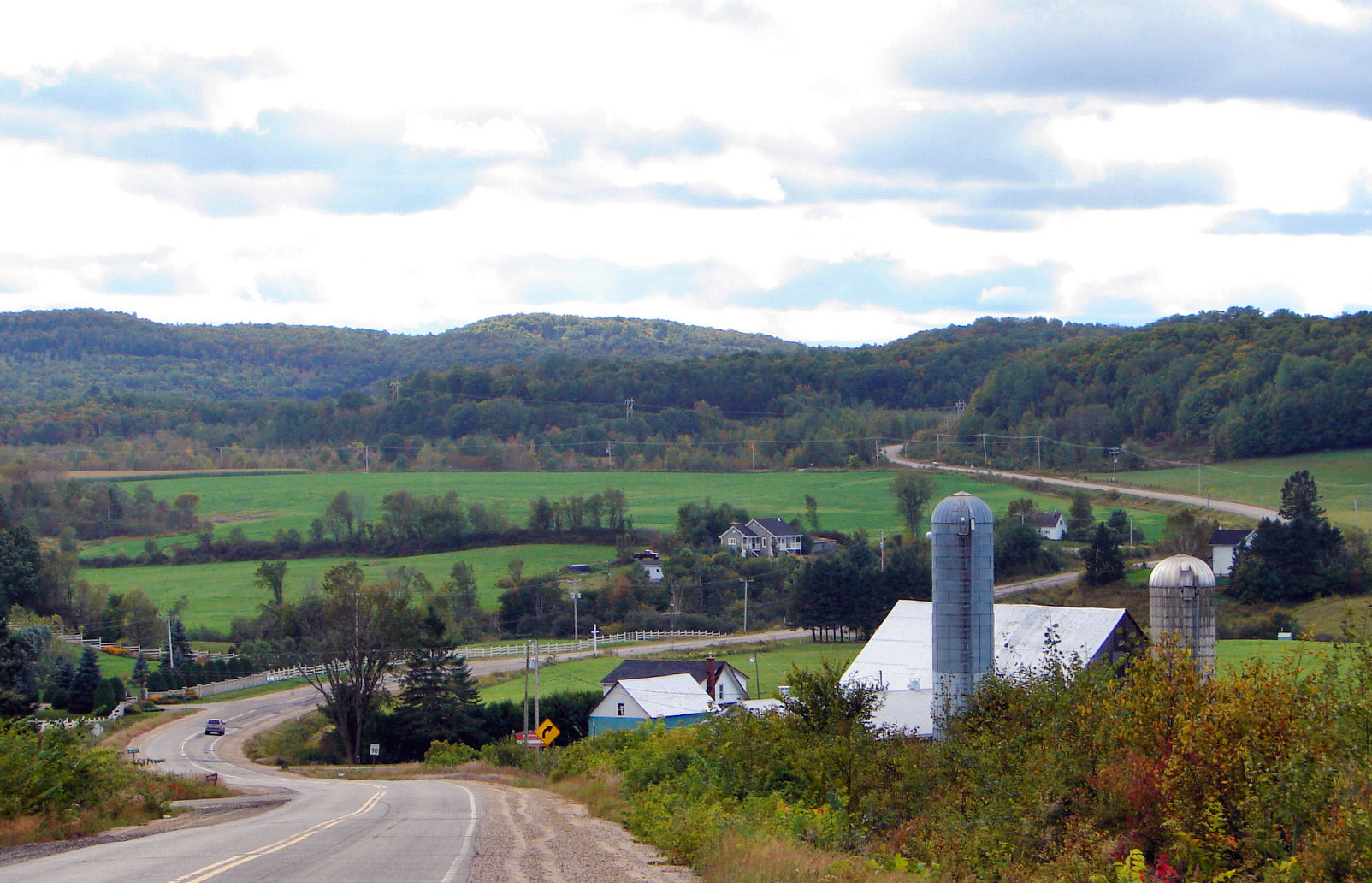
Chénéville

El MRC de Papineau está ubicado cerca del río Ottawa entre la ciudad de Gatineau al oeste y el MRC de Argenteuil al este. Al sur, por otra orilla del río Ottawa se encuentran los condados unidos de Prescott-Russell en la provincia de Ontario. Los MRC de Colinas de Outaouais y de La Vallée-de-la-Gatineau están al oeste y los MRC de Antoine-Labelle y de Les Laurentides, en la región de mismo nombre, son limítrofes al norte. Una franja de 10 kilómetros de ancho a lo largo del río Ottawa hace parte de la planicie del San Lorenzo y es apropiada para la agricultura, aunque otra parte del territorio está ubicada en el macizo de Laurentides.

## Historia

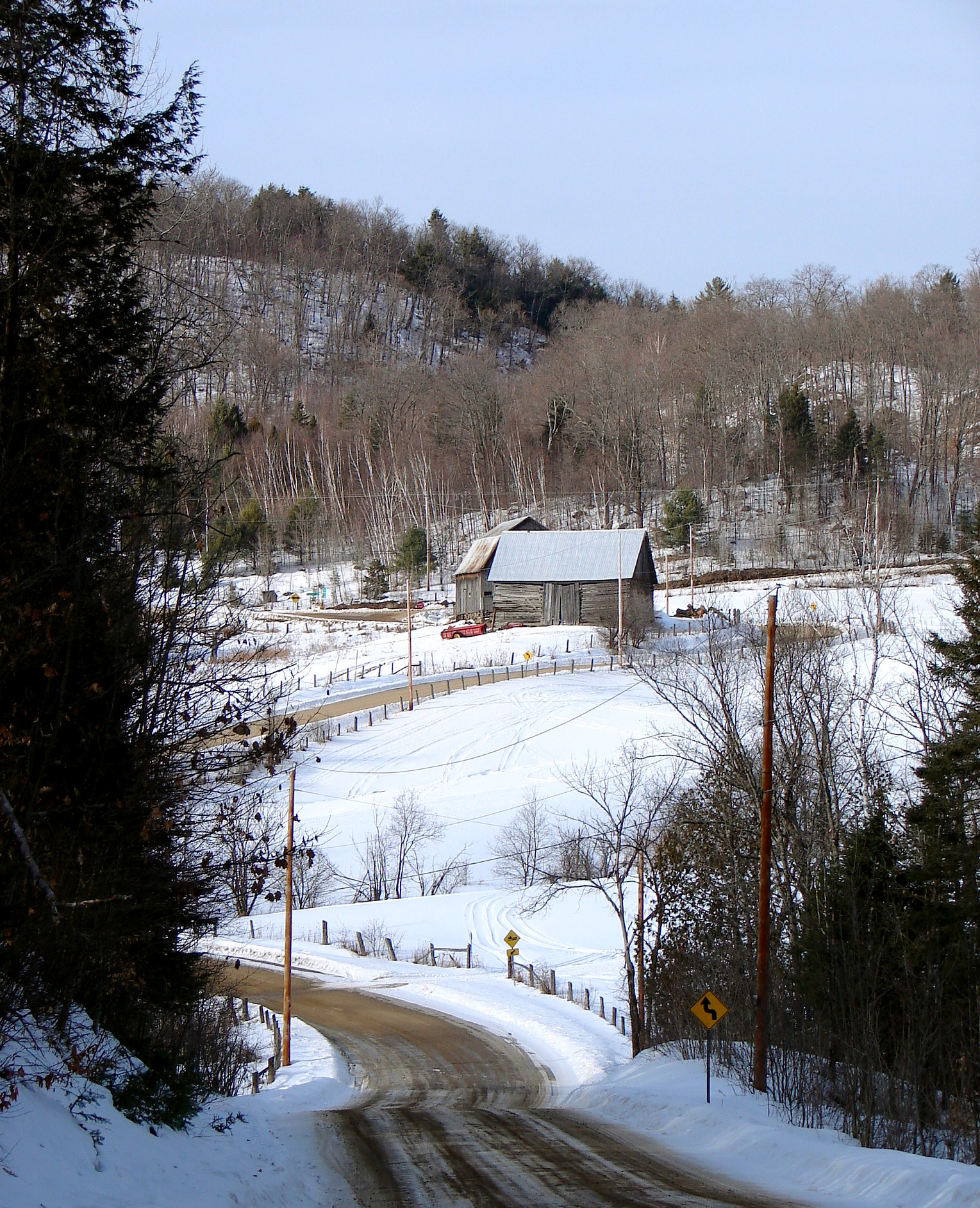
Mulgrave-et-Derry

El MRC fue creado en 1983 a partir del antiguo condado de Papineau. El topónimo se escogió en honor de Louis-Joseph Papineau que dirige el Parti patriote y fue señor de la Petite-Nation en el MRC actual de Papineau.

## Política
El MRC forma parte de la circunscripción electoral de Papineau a nivel provincial y de Argenteuil—Papineau—Mirabel a nivel federal.

## Población
Según el censo de Canadá de 2011, había 22541 personas residiendo en este MRC, con una densidad de población de 7,7 hab./km². Entre 2006 y 2011 el aumento de población fue del 3,1 %. El número de inmuebles particulares ocupadas por residentes habituales es de 10067, a las cuales deben sumarse más de 4502 que son principalmente segundas residencias.

## Economía
La estructura económica regional se funda sobre las industrias de madera, de mueble y de vestido así como la agricultura.

## Componentes
Hay 24 municipios en el MRC.
| Código | Nombre                   | Tipo      | Fecha de constitución | Área total (km²) | Área agua (km²) | Área tierra (km²) | Población 2013 | Densidad (hab./km²) |
| ------ | ------------------------ | --------- | --------------------- | ---------------- | --------------- | ----------------- | -------------- | ------------------- |
| 80005  | Fassett                  | Municipio | 01.07.1855            | 15,5             | 3,2             | 12,3              | 461            | 37,5                |
| 80010  | Montebello               | Municipio | 29.08.1878            | 10,5             | 2,1             | 8,4               | 991            | 118,5               |
| 80015  | Notre-Dame-de-Bonsecours | Municipio | 07.03.1918            | 281,3            | 14,4            | 266,9             | 264            | 1,0                 |
| 80020  | Notre-Dame-de-la-Paix    | Municipio | 03.10.1902            | 107,5            | 1,9             | 105,6             | 749            | 7,1                 |
| 80027  | Saint-André-Avellin      | Municipio | 17.12.1997            | 139,0            | 0,3             | 138,7             | 3757           | 27,1                |
| 80037  | Papineauville            | Municipio | 29.11.2000            | 64,9             | 3,7             | 61,2              | 2164           | 35,3                |
| 80045  | Plaisance                | Municipio | 31.10.1900            | 50,2             | 14,0            | 36,2              | 1116           | 30,8                |
| 80050  | Thurso                   | Ciudad    | 16.01.1886            | 7,4              | 1,1             | 6,3               | 2488           | 396,8               |
| 80055  | Lochaber                 | Cantón    | 01.07.1855            | 70,0             | 8,0             | 62,0              | 415            | 6,7                 |
| 80060  | Lochaber-Partie-Ouest    | Cantón    | 20.04.1891            | 66,0             | 8,6             | 57,4              | 654            | 11,4                |
| 80065  | Mayo                     | Municipio | 01.08.1864            | 77,5             | 5,4             | 72,1              | 602            | 8,4                 |
| 80070  | Saint-Sixte              | Municipio | 07.02.1893            | 87,6             | 6,3             | 81,3              | 466            | 5,7                 |
| 80078  | Ripon                    | Municipio | 03.05.2000            | 136,1            | 3,0             | 133,1             | 1570           | 11,8                |
| 80085  | Mulgrave-et-Derry        | Municipio | 01.01.1870            | 319,0            | 23,0            | 296,0             | 354            | 1,2                 |
| 80090  | Montpellier              | Municipio | 11.10.1920            | 266,0            | 17,7            | 248,3             | 1012           | 4,1                 |
| 80095  | Lac-Simon                | Municipio | 01.01.1881            | 144,3            | 46,9            | 97,4              | 996            | 10,2                |
| 80103  | Chénéville               | Municipio | 21.08.1996            | 66,8             | 1,6             | 65,2              | 791            | 12,1                |
| 80110  | Namur                    | Municipio | 01.01.1964            | 58,1             | 1,7             | 56,4              | 595            | 10,6                |
| 80115  | Boileau                  | Municipio | 08.03.1882            | 141,3            | 4,8             | 136,5             | 381            | 2,8                 |
| 80125  | Saint-Émile-de-Suffolk   | Municipio | 01.01.1881            | 59,2             | 0,8             | 58,4              | 572            | 9,8                 |
| 80130  | Lac-des-Plages           | Municipio | 01.01.1950            | 168,2            | 15,2            | 153,0             | 507            | 3,3                 |
| 80135  | Duhamel                  | Municipio | 15.08.1936            | 481,9            | 47,7            | 434,2             | 428            | 1,0                 |
| 80140  | Val-des-Bois             | Municipio | 01.01.1885            | 245,6            | 20,2            | 225,4             | 954            | 4,2                 |
| 80145  | Bowman                   | Municipio | 27.06.1913            | 164,4            | 34,6            | 129,8             | 689            | 5,3                 |
| 800    | Papineau                 | MRC       | 01.01.1983            | 3205,9           | 264,1           | 2941,8            | 22 976         | 7,8                 |